# Vincens Grandjean
Johan Carl Vincens Wilhelm Grandjean (født 18. september 1898 på Vennerslund, død 19. april 1970 i Nørre Alslev) var en dansk stamhusbesidder, officer, kammerherre, hofjægermester og olympisk rytter.

## Godsejer
Grandjean var søn af stamhusbesidder J.L. Grandjean og hustru Ingeborg født Hansen. Han blev student 1919, tog filosofikum 1920 og blev sekondløjtnant i Gardehusarregimentet 1924. Han var besidder af Stamhuset Vennerslund fra 1926 og efter dettes ophævelse i 1930 ejer af Vennerslund gods indtil 1963.
Han var medlem af bestyrelsen for Det Konservative Folkeparti i Maribo Amts 5. valgkreds fra 1926, formand fra 1939; medlem af bestyrelsen for Maribo Amts økonomiske Selskab fra 1926, formand fra 1935; medlem af bestyrelsen for Det Kongelige Danske Landhusholdningsselskab fra 1941; medlem af bestyrelsen for Samvirksomheden for Lolland-Falster; medlem af repræsentantskabet for Sukkerfabriken Nykjøbing fra 1929; medlem af Stadager-Nørre Kirkeby Sognes menighedsråd 1927-39; formand for Stadager-Nørre Kirkeby Sogneråd 1929-46; medlem af Kippinge-Brarup-Stadager Sogneråd 1947; formand for bestyrelsen for Lolland-Falsters Stiftstidende 1941-47; formand for Repræsentantskabet for Landmandsbanken, Nykøbing Falster fra 1952; medlem af Femern-Rute komitéen; formand for Pumpelaget Klodskov Nor og for afløsningen af jagtretten i Maribo Amt; formand for Maribo Amts Gardehusarforening 1944-53 og for udvalget for afholdelse af kursus i maskinbrug for landmænd fra 1952. Han var Kommandør af Dannebrogordenen.

## Rytter
Vincens Grandjean nåede på hesten Grey Friar en fjerdeplads i military i OL i Berlin 1936, lige efter landsmanden Hans Lunding. Konkurrencen var udelukkende for officerer. De individuelle resultater indgik også i holdkonkurrencen, og de øvrige på det danske hold var Hans Lunding og Niels Erik Leschly. Da sidstnævnte blev diskvalificeret, opnåede Danmark ikke nogen placering i denne konkurrence.

## Familie
Grandjean var gift (14. marts 1937) med Nina Elsa Charlotte Tuxen (10. januar 1898 i København - 27. juli 1982), datter af maler og professor Laurits Tuxen. Deres datter Susanne Grandjean (1938-) er gift med greve Jens Brockenhuus-Schack.